# Dragomir Horomnea
Dragomir Horomnea (n. 13 martie 1940, Vlădeni, România) este un prozator, dramaturg și publicist român. Este membru al Uniunii Scriitorilor din România.

## Biografie
A studiat la Școala elementară din Vlădeni, Botoșani în perioada 1947–1954; Liceul militar „Dimitrie Cantemir” din Breaza între 1954–1957; Școala de ofițeri activi de infanterie  „Nicolae Bălcescu” din Sibiu în perioada 1957–1959 și la Facultatea de filologie a Universității „Al. I. Cuza” din Iași în 1962–1967.
Horomnea a fost redactor la Viața studențească (1967-1971), Scînteia tineretului (1971-1979), Munca de partid (1979-1989), România liberă. A colaborat la reviste și jurnale ca  Viața Românească, Luceafărul, Iașul literar, Ateneu, Viața militară, Teatru, Zori noi, Apărarea patriei, Îndrumătorul cultural al armatei, Clopotul, Flacăra Iașului, Țara, Urzica, etc.
A debutat editorial în 1972 cu povestirea științifico-fantastică Monștrii lui Prasad în CPSF nr. 432-433, a urmat în anul următor povestirea științifico-fantastică O sută de ani în CPSF nr. 445. A publicat eseuri ca Un succes al Televiziunii: Dezbaterea genului științifico-fantastic în CPSF nr. 461 sau „Omul invizibil”, o dramatizare de excepție pe scena teatrului „Ion Creangă” în CPSF nr. 466.
A scris scenariul filmului de lung metraj Dincolo de orizont din 1979 regizat de Ștefan Traian Roman.

## Lucrări
- Cer cuvântul, Editura  Cartea Românească, 1977
- Drumul cavalerilor (3 volume), Editura Odeon, 1995 - Țara și pârloaga (vol.1), Înalta trădare (vol.2), Întoarcerea în țărână (vol.3)

piese de teatru
- Cer cuvântul. stagiunea 1978/1979 - Teatrul de Stat din Botoșani
- Tren fără întoarcere, stagiunea  1981/1982 - Teatrul de Stat din Botoșani
- Audiența (rev. Teatrul, 1980)

## Vezi și
- Listă de dramaturgi români